# زیپ را بازکن (فیلم)
زیپ را بازکن (به انگلیسی: Unzipped) فیلمی مستند محصول سال ۱۹۹۵ و به کارگردانی داگلاس کیو است. در این فیلم بازیگرانی همچون لیندا اوانجلیستا، نائومی کمبل، سیندی کرافورد، کیت ماس و اسحاق میزراحی ایفای نقش کرده‌اند.